# HD 219841
HD 219841，又名BD+74 1016，SAO 10684、HR 8867，是一颗恒星，视星等为6.38，位于銀經116.95，銀緯13.53，其B1900.0坐标为赤經23h 13m 47.3s，赤緯+74° 13.53′ 10″。